# Văcărești
Văcărești es un barrio del sureste de Bucarest, situado cerca del río Dâmbovița y del lago Văcărești. Limita con los barrios de Vitan, Olteniței y Berceni. Antiguamente era una aldea, que después fue incorporada a Bucarest. Su nombre guarda relación con la familia aristocrática valaca de los Văcărești, cuya etimología proviene a su vez de văcar ("vaquero" en rumano) y el sufijo -ești.
- Datos: Q4683036
- Multimedia: Văcărești, Bucharest / Q4683036